# 黃石公廟
25°04′39″N 121°36′25″E / 25.077379°N 121.606878°E
黃石公廟，是位於臺灣臺北市內湖區金龍次分區秀湖里大湖公園畔的石頭公廟，供奉被與傳說人物黃石公同名的石頭。

## 傳說
巨石應是從白鷺鷥山滾落下來，但內湖耆宿傳說這石頭是從中國大陸輾轉來臺灣；或傳此石從山上落下來時出現身穿黃衣的老人的身影，故稱為「黃石公」。當地還相傳黃石公每年會逐漸變大。

## 祭祀
內湖耆老林金子表示，鄉民會帶家中的男孩，認此石頭為義父，除奉上牲禮，還要準備紅線串銅錢的物品來過香火，作為義子的男生到十六歲時也要來還願。
農曆一月十五，村民也會祭祀。以及八月十五時土地公生日，也會來祭拜。
在二十世紀中葉，廟附近人煙稀少，廟後為礦坑口。有礦工進入礦坑前向這粒大石頭許願，以保佑他們工作平安。
1980年代中期，台灣賭風盛行，因有人在此求明牌中獎，此廟聲名大噪。每開獎前夕，各地的賭徒前來此地求明牌，也吸引賣明牌的小攤，成為當時大湖公園另類奇觀。也有賭徒會將神像棄至在此廟。

## 創作
1980年代末，醫生作家王湘琦曾以此廟作為小說，投稿到《聯合文學》暑期小說專號。主題為二二八事件。